# The Chills
The Chills — новозеландская альтернативная рок-группа, одни из первых представителей данидин-саунда. Сформирована в Данидине в 1980 году автором-исполнителем и гитаристом Мартином Филлиппсом. В середине 1990-х годов коллектив назывался Martin Phillipps & the Chills.

## Биография

### Ранние годы (1980–1983)

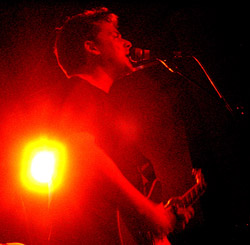
Founding mainstay Martin Phillipps on lead vocals and guitar, Wellington, March 2003

После распада одной из первых панк-рок формаций Новой Зеландии - The Same, вокалист и гитарист Мартин Филлипс собрал новую группу - The Chills. Первоначальный состав включал, помимо Мартина, его сестру Рэйчел (клавишные), бывшего фронтмэна The Clean -  Питера Гуттериджа (гитара), Джейн Додд (бас-гитара) и Алана Хэйга (ударные). Свой первый концерт The Chills отыграли в 1980-ом на разогреве у Bored Games в Тронном Зале Данидина. Вскоре Гуттеридж покидает коллектив. К июню 1981-го Додд и Рэйчел Филлипс также уходят, в результате чего The Chills приостанавливает деятельность.
Мартин Филлипс временно становится сессионным клавишником The Clean, также участвует в записи их дебютного сингла "Tally Ho!" 1981-го года. The Chills возобновляют деятельность в июле 1981-го, к группе присоединяются клавишник Фрэйзер Баттс и басист Терри Мур, известный по работе с Bored Games. Группа записывает песни "Kaleidoscope World", "Frantic Drift" и "Satin Doll", вошедшие в местный сборник Dunedin Double EP (1982). На композицию "Kaleidoscope World" выходит клип.
Ударник Алан Хэйг покидает группу, чтобы присоединиться к The Verlaines. Ему на смену приходит Мартин Булл. Баттс также покидает коллектив. Его временно сменяет Рэйчел Филлипс, ныне сессионная участница The Clean. The Chills выпускают синглы "Rolling Moon" в 1982-ом году и "Pink Frost" в 1984-ом году соответственно. Эндрю Шмидт из издания AudioCulture охарактеризовал дебютный сингл группы как "солнечный, летний и оптимистичный". Вскоре у Булла диагностировали лейкемию, в связи с чем живые выступления группы были приостановлены. В 1983-ем к The Chills присоединяется клавишник Питер Эллисон. Болезнь Булла прогрессирует и 18 июля ударник умирает. Ему на смену приходит уже известный группе Алан Хэйг.

### Смена состава и успех на международной сцене (1983–1992)
В декабре 1983-го года The Chills возвращаются под новым названием - A Wrinkle in Time.  В группу вошли Эллисон, Хэйг, Филлипс и басист Мартин Кин. Смена названия была временной мерой, уже в следующем году музыканты вернутся к прежнему. The Chills проводят совместный тур с коллегами по лейблу: Children's Hour, The Expendables и The DoubleHappys.
Ввиду частых смена состава, в музыкальной среде группа зачастую воспринималась как сольный проект Мартина Филлипса. Их сингл "Pink Frost" 1984-го года попал в ТОП-20 хит-парада Official New Zealand Music Chart. Следующий сингл, "Doledrums", достиг 12-ой позиции хит-парада. В 1985-ом The Chills выпускают мини-альбом The Lost, достигший 4-ой позиции в чарте. The Lost также попал на 31-ю позицию британского чарта UK Indie Chart. В конце года The Chills проводят тур в Лондоне. В марте 1986-го выходит сборник компиляций Kaleidoscope World, включающий ранние записи группы. Релиз достиг 3-ей позиции в UK Indie Chart. К октябрю 1986-го, группа претерпевает очередные изменения состава. За ударные теперь берётся Кэролайн Истер из The Verlaines, новым басистом становится Джастин Харвуд из Coconut Rough, а клавишные достаются Эндрю Тодду из Smart Russians.

## Дискография
См. также «The Chills discography» в английском разделе.

### Студийные альбомы
| Название                                   | Детали                                                     | Высшая позиция | Высшая позиция |
| Название                                   | Детали                                                     | NZ             | AUS            |
| ------------------------------------------ | ---------------------------------------------------------- | -------------- | -------------- |
| Brave Words                                | - Релиз: 7 января 1987 - Лейбл: Flying Nun Records (FN090) | 24             | —              |
| Submarine Bells                            | - Релиз: 1 марта 1990 - Лейбл: Slash/Liberation (L30342)   | 1              | 90             |
| Soft Bomb                                  | - Релиз: 19 марта 1992 - Лейбл: Slash/Liberation (L30782)  | 3              | 99             |
| Sunburnt (Martin Phillipps and the Chills) | - Релиз: 12 июня 1996 - Лейбл: Flying Nun (FN303)          | 25             | —              |
| Silver Bullets                             | - Релиз: 23 октября 2015 - Лейбл: Fire (FIRECD382)         | 12             | —              |
| Snow Bound                                 | - Релиз: 14 сентября 2018 - Лейбл: Fire (FIRECD530)        | 9              | —              |
| Scatterbrain                               | - Релиз: 14 мая 2021 - Лейбл: Fire (FIRECD581)             | 4              | —              |
| Spring Board: The Early Unrecorded Songs   | - Релиз: 28 февраля 2025 - Лейбл: Fire (FIRECD581)         | 7              | —              |

## Состав группы

### Текущий состав
- Тодд Надсон — ударные (1999–настоящее время)
- Эрика Скалли — клавишные (2006–2010), виолончель (2010–настоящее время)
- Оли Уилсон — клавишные (2010–настоящее время)
- Каллум Хэмптон — бас-гитара (2019–настоящее время)

### Бывшие участники
- Мартин Филлиппс — вокал, гитара (1980–1983, 1984–1992, 1994–1996, 1999–2024, умер в 2024)
- Джейн Додд — бас-гитара (1980–1981)
- Питер Гуттеридж — гитара (1980, умер в 2014)
- Алан Хэйг — ударные (1980–1982, 1983, 1984–1986)
- Рэйчел Филлиппс — клавишные (1980–1981, 1982)
- Фрэйзер Баттс — клавишные (1981–1982)
- Терри Мур — бас-гитара (1981–1983, 1984–1986, 1990–1992)
- Мартин Булл — ударные (1982, умер в 1983)
- Питер Эллисон — клавишные (1983–1986)
- Дэвид Килгоур — гитара (1983)
- Мартин Кин — бас-гитара (1983–1984)
- Джастин Харвуд — бас-гитара (1986–1990)
- Кэролайн Истэр — ударные (1986–1988)
- Джеймс Стивенсон — ударные (1988–1991)
- Стивен Шайер — гитара (1992)
- Джеймс Диксон — клавишные (1999–2006), бас-гитара (2006–2019)